# Reprezentacja Bułgarii w rugby union mężczyzn
Reprezentacja Bułgarii w rugby  jest drużyną reprezentującą Bułgarię  w międzynarodowych turniejach. Drużyna występuje w Europejskiej 3. Dywizji.

## Historia
Reprezentacja Bułgarii swój pierwszy oficjalny mecz rozegrała 20 maja 1963 roku przeciwko Rumunii, przegrywając 3:70. Bułgaria w kwalifikacjach do Pucharu Świata startuje od 1999 roku. Jak dotąd, drużynie nie udało się zagrać na tej imprezie.

## Rozgrywki międzynarodowe

### Puchar świata w rugby
- 1987 – nie brała udziału
- 1991 – nie brała udziału
- 1995 – nie brała udziału
- 1999 – nie zakwalifikowała się
- 2003 – nie zakwalifikowała się
- 2007 – nie zakwalifikowała się
- 2011 – nie zakwalifikowała się
- 2015 – nie zakwalifikowała się
- 2019 – nie zakwalifikowała się